# العلاقات الكورية الشمالية الليختنشتانية
العلاقات الكورية الشمالية الليختنشتانية هي العلاقات الثنائية التي تجمع بين كوريا الشمالية وليختنشتاين.

## مقارنة بين البلدين
هذه مقارنة عامة ومرجعية للدولتين:
| وجه المقارنة                                              | كوريا الشمالية                        | ليختنشتاين                                 |
| --------------------------------------------------------- | ------------------------------------- | ------------------------------------------ |
| المساحة (كم2)                                             | 120.54 ألف                            | 16                                         |
| عدد السكان (نسمة)                                         | 25.49 مليون                           | 37.47 ألف                                  |
| الكثافة السكانية (ن./كم²)                                 | 211.47                                | 234.19 ألف                                 |
| العاصمة                                                   | بيونغيانغ                             | فادوتس                                     |
| اللغة الرسمية                                             | لغة كوريا الشمالية القياسية ‏          | اللغة الألمانية                            |
| العملة                                                    | وون كوري شمالي                        | فرنك سويسري                                |
| الناتج المحلي الإجمالي (بليون دولار)                      |                                       | 6.29 مليار                                 |
| الناتج المحلي الإجمالي (تعادل القوة الشرائية) بليون دولار |                                       |                                            |
| الناتج المحلي الإجمالي الاسمي للفرد دولار أمريكي          |                                       |                                            |
| الناتج المحلي الإجمالي للفرد دولار أمريكي                 |                                       |                                            |
| مؤشر التنمية البشرية                                      |                                       | 0.908                                      |
| رمز المكالمات الدولي                                      | +850                                  | +423                                       |
| رمز الإنترنت                                              | .kp                                   | .li                                        |
| المنطقة الزمنية                                           | ت ع م+08:30، ت ع م+08:30، ت ع م+09:00 | توقيت وسط أوروبا، ت ع م+01:00، ت ع م+02:00 |

## منظمات دولية مشتركة
يشترك البلدان في عضوية مجموعة من المنظمات الدولية، منها:
| علم المنظمة | اسم المنظمة                          | تاريخ انضمام كوريا الشمالية | تاريخ انضمام ليختنشتاين |
| ----------- | ------------------------------------ | --------------------------- | ----------------------- |
|             | الاتحاد البريدي العالمي              | ?                           | ?                       |
|             | الاتحاد الدولي للاتصالات             | ?                           | 25 يوليو 1963           |
|             | مؤتمر الأمم المتحدة للتجارة والتنمية | ?                           | ?                       |
|             | الأمم المتحدة                        | 17 سبتمبر 1991              | 18 سبتمبر 1990          |

## وصلات خارجية
- موقع وزارة الخارجية الكورية الشمالية